# Крутая Лата
Крутая Лата — река в России, протекает по Новолялинскому району Свердловской области. Устье реки находится в 7,8 км от устья Латы по правому берегу. Длина реки составляет 30 км.
В 2,6 км от устья слева в Крутую Лату впадает Александровка, в 11 км от устья справа впадает Латушка.

## Данные водного реестра
По данным государственного водного реестра России относится к Иртышскому бассейновому округу, водохозяйственный участок реки — Тавда от истока и до устья, без реки Сосьва от истока до водомерного поста у деревни Морозково, речной подбассейн реки — Тобол. Речной бассейн реки — Иртыш.
Код объекта в государственном водном реестре — 14010502512111200011123.